# Katyń. Ostatni świadek
Katyń. Ostatni świadek (oryg. ang. The Last Witness) – brytyjsko-polski sensacyjny dramat polityczny z 2018 roku w reżyserii Piotra Szkopiaka, zrealizowany na podstawie sztuki Paula Szambowskiego.
Trudny i politycznie drażliwy temat ukazano w nim po raz pierwszy z perspektywy Brytyjczyków odpowiedzialnych za konsekwentne utajniane prawdziwych informacji o zbrodni katyńskiej. 

## Treść
Anglia, 1947 rok. W Bristolu uwagę młodego ambitnego dziennikarza lokalnej gazety „Western Post” zwracają samobójstwa związane z miejscowym obozem polskich dipisów. Zniknięcie kolejnego z nich skłania go do podjęcia poszukiwań i dziennikarskiego śledztwa dla ustalenia niejasnej tożsamości zaginionego. Nawiązując kontakt z wpływowym polskim pułkownikiem z Klubu Kombatanta, zyskuje wgląd w sprawy obozu skoszarowanych tam Polaków, którzy w nowych warunkach powojennych nie chcą ryzykować powrotu do ojczyzny. Przez pośredników ostatecznie dociera do jednego z nich, ukrywającego się Michaela Łobody, który pod zmienionym nazwiskiem okazuje się Rosjaninem – ostatnim świadkiem masakry polskich jeńców wojennych w 1940 roku. Dzięki niemu Underwood odkrywa mroczną tajemnicę lasu katyńskiego, którą pragnie rozgłosić, ujawniając też haniebną rolę władz brytyjskich, zainteresowanych jej ukrywaniem po wojnie. Jest świadom, iż jego działania obserwowane są przez policję i wywiad, pragnące udaremnić ten zamiar. Zdecydowany go jednak spełnić, dziennikarz stawia na jedną kartę swą zawodową karierę, miłość do pewnej mężatki o wysokich koneksjach, a w końcu i własne życie.

## Obsada
- Alex Pettyfer – dziennikarz Stephen Underwood
- Robert Więckiewicz – Michał Łoboda/Michael Loboda
- Talulah Riley – Jeanette Mitchell
- Henry Lloyd-Hughes – Mason Mitchell
- Gwilym Lee – kapitan John Underwood, brat Stephena
- Will Thorp – pułkownik Janusz Pietrowski
- Piotr Stramowski – Andrzej Nowak, przyjaciel Łobody
- Michael Gambon – Frank Hamilton, wydawca gazety
- Charles De'Ath – sierżant policji
- Luke de Woolfson – Thomas Derrick, człowiek tajnych służb
- Marko Leht – porucznik Zygmunt Horniak
- Anita Carey – Joan Caldercott
- Holly Aston – Rose Miller
- Michael Byrne – koroner
- Marek Kossakowski – kelner
- Mateusz Mirek – polski dipis